# Gyropaigne granulata
Gyropaigne granulata, secondo una classificazione filogenetica (Yamagishi, 2010) è una specie del supergruppo Excavata appartenente alla famiglia Astasiaceae.

## Caratteristiche
Gyropaigne granulata vive esclusivamente in acqua dolce, ed è stata scoperta da Yamagishi nel 2010 in India, in località Dedra Dun..
Lo stato tassonomico o nomenclaturale (o entrambi) di questa entità è in qualche modo irrisolto e richiede ulteriori indagini, attualmente é incerto ed è sottoposto a verifica

## Classificazioni alternative
Una classificazione ormai obsoleta inserisce questo genere nella famiglia delle Astasiidae, sottordine Rhabdomonadina, ordine Natomonadida, sottoclasse Anisonemia, classe Peranemea, superclasse Spirocuta, infraphylum Dipilida, subphylum Euglenoida, phylum Euglenozoa, sottoregno Eozoa, Regno Protozoa, finché non si è scoperto che tali gruppi sono parafiletici..